# ジョージ・ワシントン・ヴァンダービルト2世

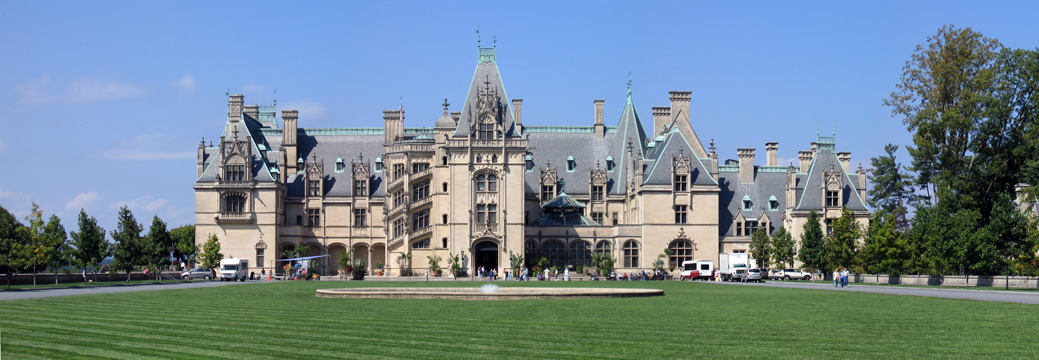
1895年に完成したビルトモアハウス（ノースカロライナ州）はアメリカ合衆国の富の象徴

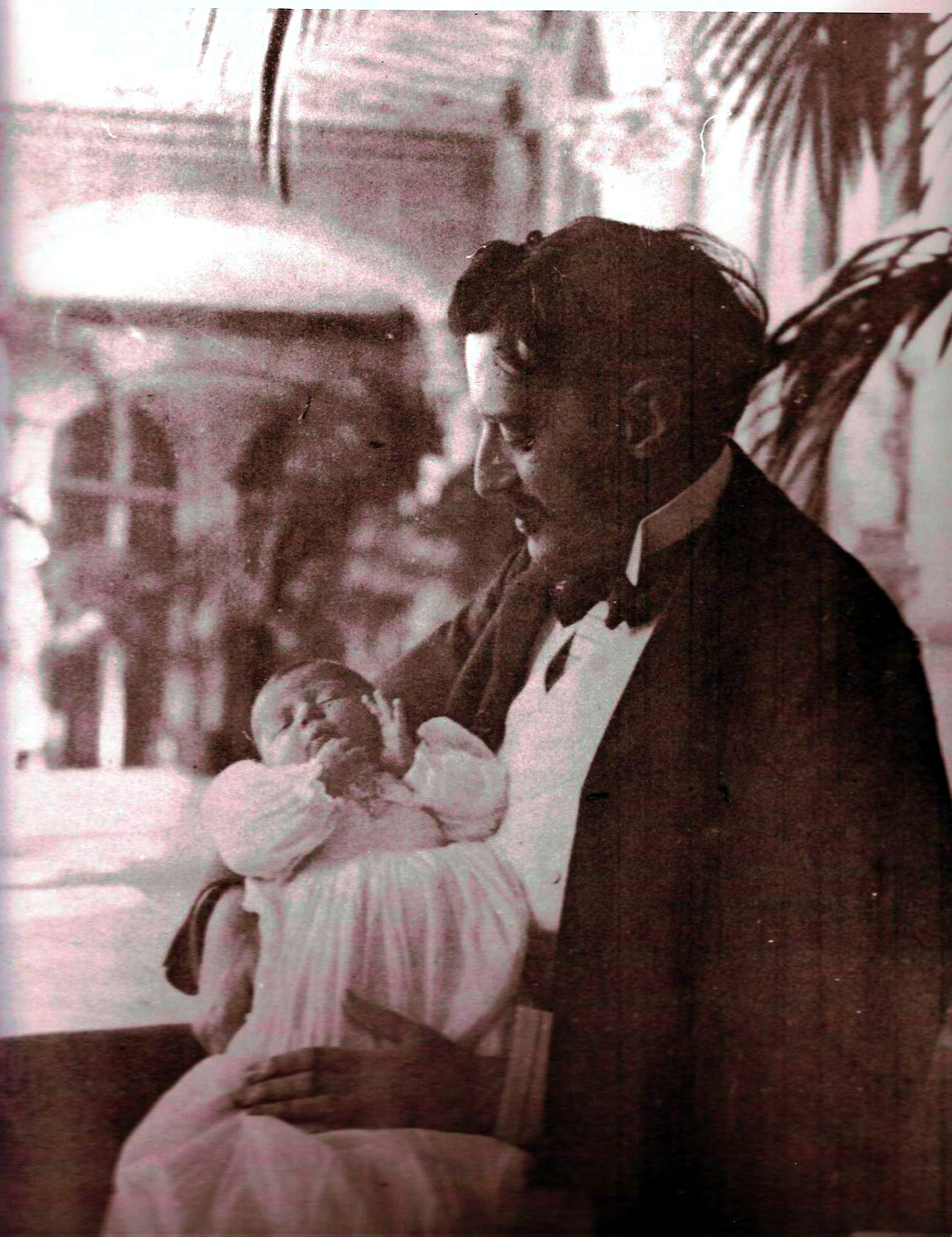
一人娘のコーネリアを抱くジョージ・W・ヴァンダービルト2世

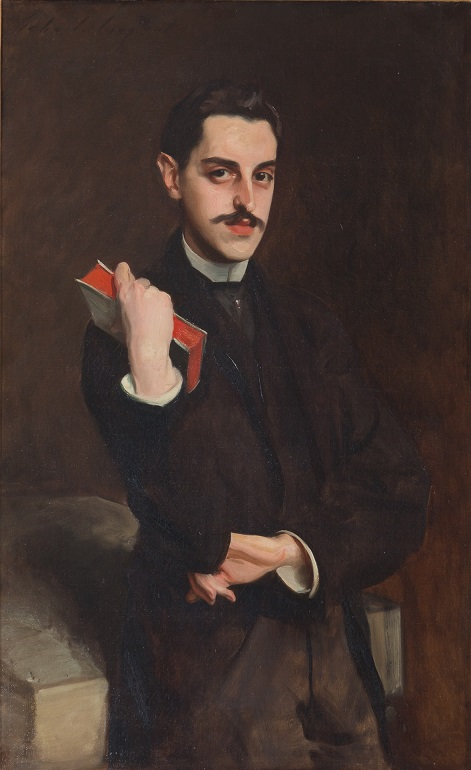
ジョージ・W・ヴァンダービルト2世、ジョン・シンガー・サージェント画、1890年

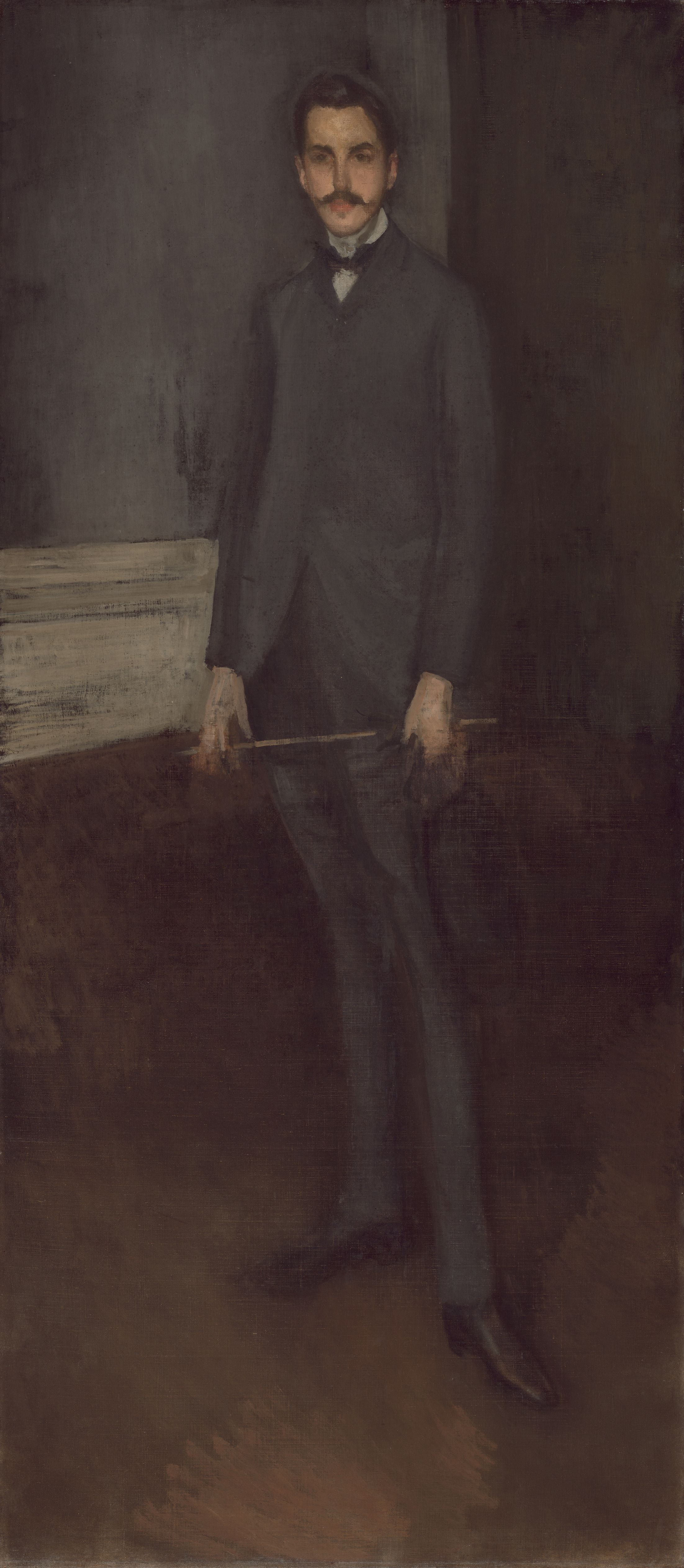
ジョージ・W・ヴァンダービルト2世、ジェームズ・マクニール・ホイッスラー画、1897年

ジョージ・ワシントン・ヴァンダービルト2世（George Washington Vanderbilt II, 1862年11月14日 スタテン島 - 1914年3月6日 ワシントンD.C.）は、アメリカ合衆国の富豪ヴァンダービルト家の相続人の1人。鉄道王コーネリアス・ヴァンダービルトの孫。合衆国で最も巨大な個人邸宅であり、「金ぴか時代」のアメリカの象徴とされるビルトモア・ハウス（Biltmore House）とその地所（いわゆるビルトモア・エステート）を建設したことで知られる。

## 生い立ち
ウィリアム・ヘンリー・ヴァンダービルトとその妻のマリア・ルイーザ・キッサム（1821年 - 1896年）の間の四男、末息子として生まれた。名前は南北戦争従軍中に結核で戦病死した父の弟に因んでいる。1885年に父がおよそ2億ドルの財産を残して死んだとき、その遺産の大半は長兄のコーネリアス・ヴァンダービルト2世と次兄のウィリアム・キッサム・ヴァンダービルトに受け継がれた。ジョージは1877年の祖父の死に際して100万ドルを、1883年の21歳の誕生日に際して父から100万ドルを受け取っており、父の死に際しては500万ドルを相続したほか、信託基金としてさらに500万ドルを受け取れるように計らわれた。
ジョージは父のお気に入りの息子で、相談相手だったと言われる。ファミリー・ビジネスは2人の兄たちが担ったので、ジョージは知的教養を積む生活に没頭することができた。ジョージは内向的、内省的な読書人で、フィランソロピーや美術品の蒐集に情熱を傾けた。フランス、特にパリ滞在を好むなど旅行好きで、8カ国語に堪能であった。また、スタテン島のニュードープにある一族伝来の農場の経営を任された。

## ビルトモア・エステート建設
1898年6月1日、パリのアメリカ聖堂（American Cathedral in Paris）において、由緒ある名門出身の女性イーディス・ストイフェサント・ドレッサー（1873年 - 1958年）と結婚し、間に一人娘のコーネリア・ストイフェサント・ヴァンダービルト（1900年 - 1976年）をもうけた。イーディスは夫と死別後、上院議員のピーター・G・ゲリー（Peter G. Gerry）と再婚した。
ジョージは1880年代に母とともに何度もノースカロライナ州西部を旅行しており、1888年の旅行の際にはこの地にカントリー・ハウスを建てることを決めた。彼はアッシュヴィル郊外に広大な土地を買い求め、ビルトモア・エステートの建設に乗り出した。ジョージその後も土地の買い取りを続け、地所の面積は最終的には591 km2にまで広がった。地所は馬に乗って一回りするのに1週間はかかる広さだった。
地所の中心をなすビルトモア・ハウスは、ロワール川の古城群（Châteaux de la Loire）をモデルとしたフランス様式の館で、8000エーカーの床面積と250もの部屋数を誇り、ヴァンダービルト家の人々が建てた数々の大邸宅の中でも最大の規模であった。館の設計はリチャード・モリス・ハントが、地所の造園はフレデリック・ロー・オルムステッドが担当した。この館の最初のお披露目パーティーは1895年のクリスマスイブに盛大に行われた。優れた美術鑑定家であったジョージは、館を自分の目利きで選んだ東洋の絨毯、タペストリー、骨董品、ピエール＝オーギュスト・ルノワールやジェームズ・マクニール・ホイッスラーの絵画作品、ナポレオン皇帝の愛用したチェス盤などで満たした。
ジョージはビルトモアの地所でカントリー・ハウスの主人としての生活に浸った。園芸学に深い関心を寄せ、科学的農法や動物の交配などの実験も試みた。ジョージはビルトモアの地所を完全な自給自足の土地にするのを理想としていた。1892年、ジョージは造園家オルムステッドの紹介で、後にアメリカ森林局（United States Forest Service）初代長官、ペンシルベニア州知事となるギフォード・ピンショー（Gifford Pinchot）を地所の森林の管理人として雇い入れた。

## 晩年
1912年、ヨーロッパ旅行中だったジョージと妻イーディスの名前はタイタニック号の乗客リストに載っていたが、夫妻は旅行を早めに切り上げてニューヨークに戻っていたため、タイタニック号の沈没事故に遭遇することは無かった。ジョージは1914年、虫垂切除手術に伴う合併症のためにワシントンD.C.で死去した。51歳だった。遺骸は一族の墓所のあるスタテン島のモラヴィア共同墓地（Moravian Cemetery）に埋葬された。
ジョージの死後、ビルトモアの館と地所を相続した一人娘のコーネリアは、1924年にイギリス貴族の第3代エクセター侯爵の孫息子、第3代アマースト・オブ・ハックニー男爵の弟であるジョン・F・A・セシル（1890年 - 1954年）と結婚した。地所は1976年にコーネリアの2人の息子、ジョージ・H・V・セシル（1925年 - 2020年）とウィリアム・A・V・セシル（1928年 - 2017年）に受け継がれた。